# فايبرانيوم

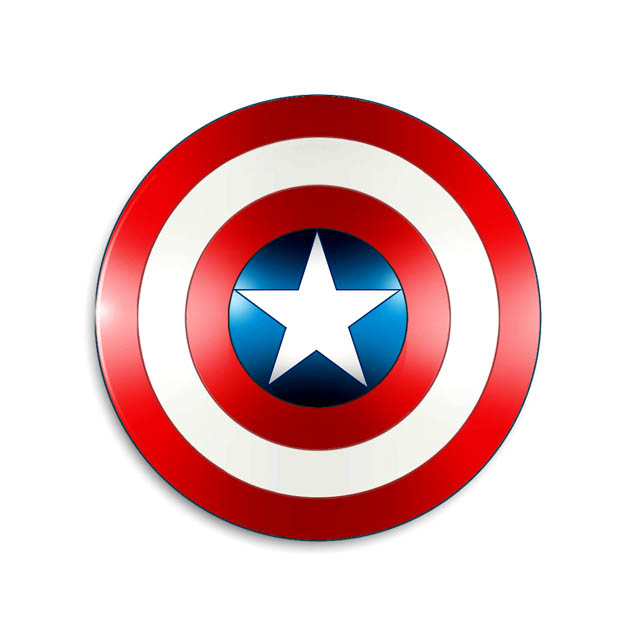
رسم توضيحي يمثل درع كابتن أمريكا المصنوع من الفايبرينيوم

فايبرينيوم أو الفيبرانيوم أو الفايبرينيوم أو معدن الفايبرينيوم هو معدن تخيلي غير حقيقي ظهر في قصص ومجلات رسوم الكوميكس الأمريكية التي أصدرتها مارفل مثل مثل «داير ديفل»، و«كابتن أميركا»، و«فيجيون»، ومؤخرا ظهرت في فيلم «بلاك بانثر».

## خلفيات
الفايبرانيوم استخدم في منطقة واكاندا التي خرجت منها الشخصية وبطل الفيلم «النمر الأسود فيلم 2018» أو كما يعرف بالإنجليزية بـ«بلاك بانثر».
استخدم الفايبرانيوم في صنع دروع خارقة في «بلاك بانثر»، أو في فيلم «كابتن أميركا».
نشرت الـ CIA في 2019 مجموعة من التغريدات عبر حسابها الرسمي على تويتر، حول معدن «الفيبرانيوم» الذي ظهر في فيلم «بلاك بانثر» والذي فاز بثلاث جوائز أوسكار.
وسألت ما الذي يود الناس رؤيته مصنوعا من الفايبرانيوم، وقد وضعت الوكالة أربعة اختيارات خيالية ظهرت في الفيلم، كالسيارات الافتراضية، وخرز الكيمويو.
وتضمنت إحدى التغريدات استفتاء على معدن الفايبرانيوم الذي ظهر في الفيلم، سواء كان حقيقيا أما لا، أو ربما يتم التوصل إليه مستقبلا.
ونشرت الوكالة رابطا حول تقرير خاص بالفايبرانيوم في تغريدتها، والذي يناقش إمكانية اكتشاف معدن مشابه له، بالإضافة إلى ذكر بعض المعادن المشابهة لبعض خصائص الفايبرانيوم مثل «كربيد التنغستن».